# دینا گاریپووا
دینا فاگیموونا گاریپووا (به روسی: Ди́на Фаги́мовна Гари́пова) (زاده ۲۵ مارس ۱۹۹۱) خواننده روس است.
او در مسابقه آواز یوروویژن ۲۰۱۳ نماینده روسیه بود.